# Bironico

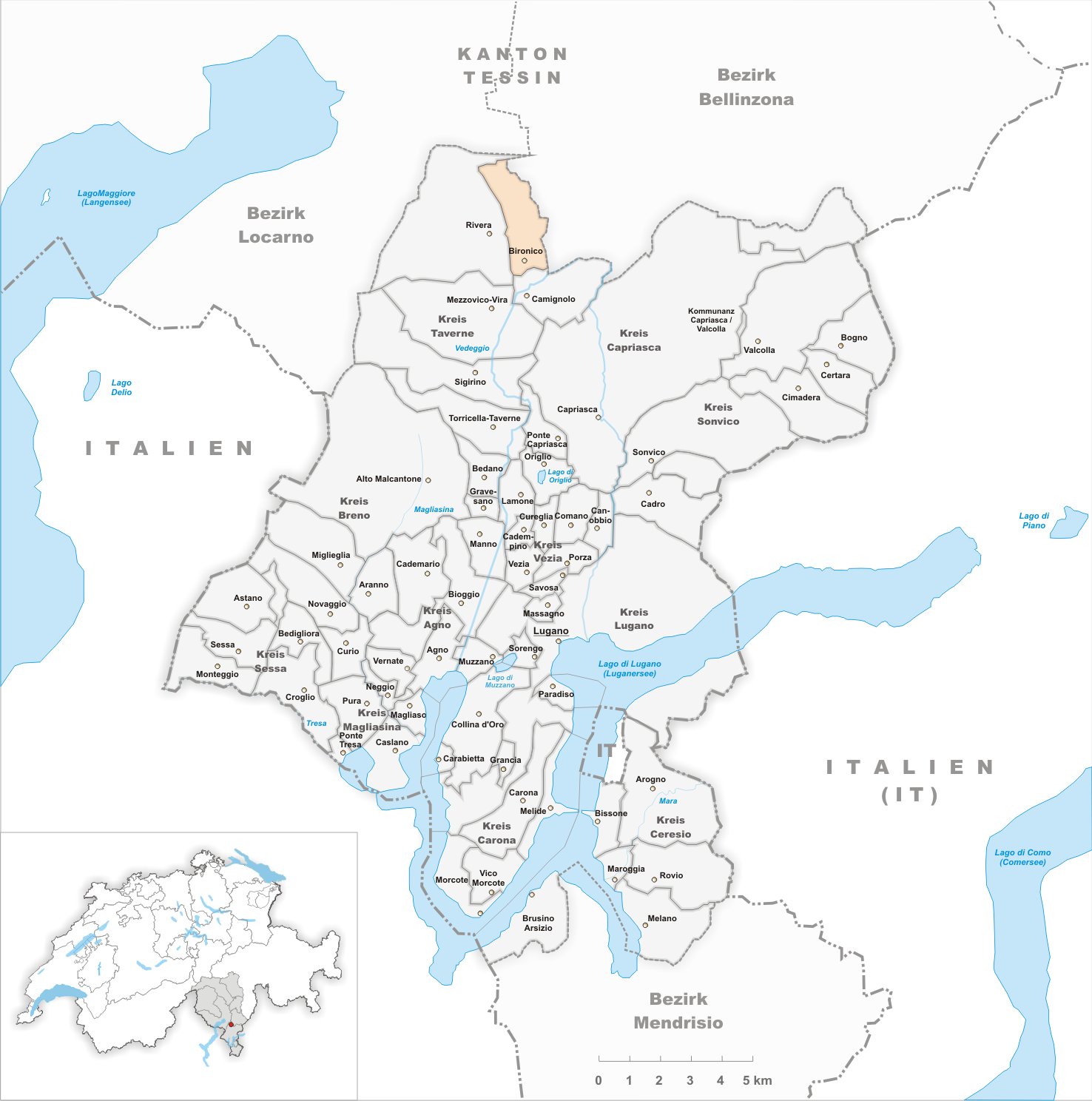
Gemeindestand vor der Fusion am 20. November 2010

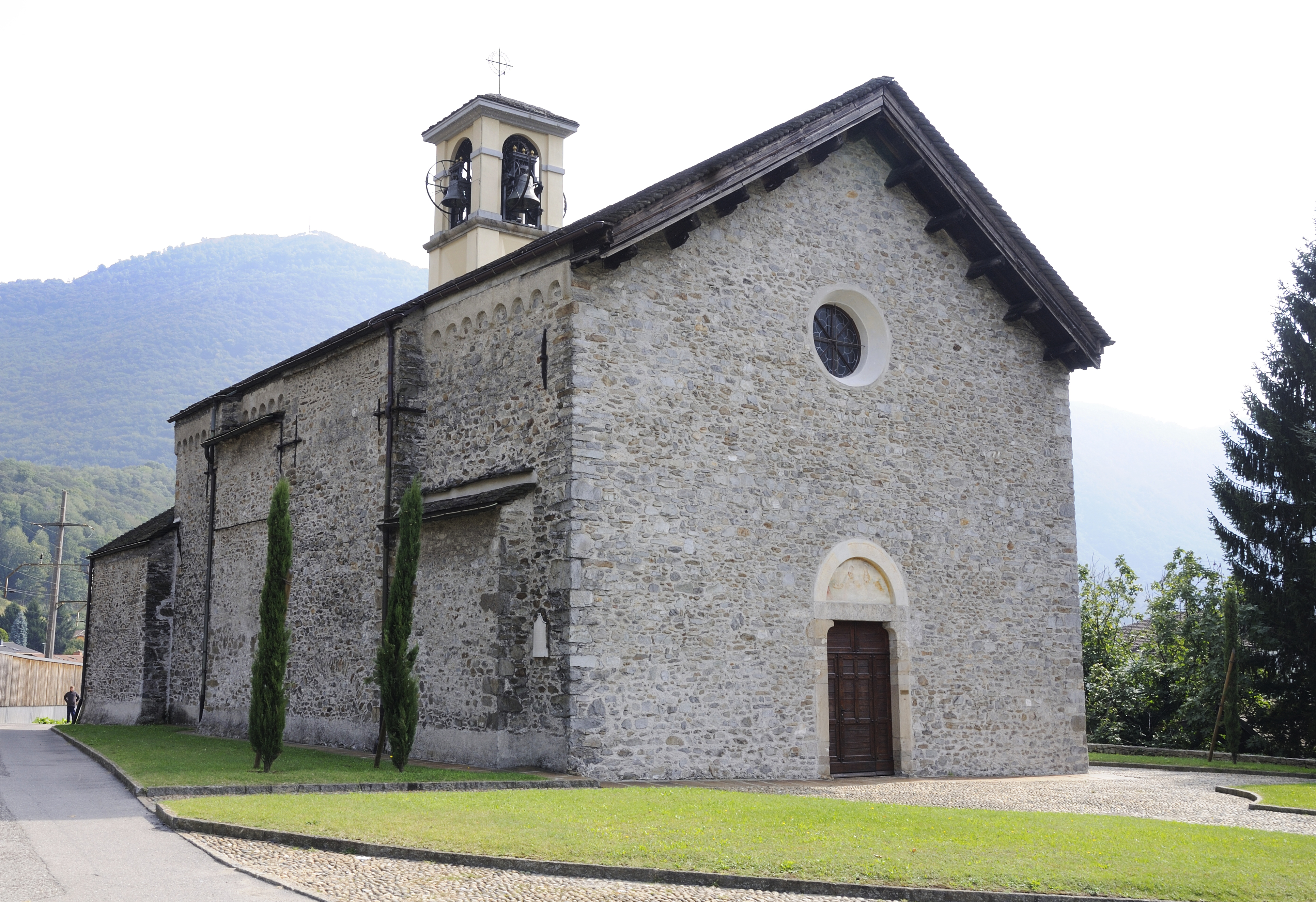
Pfarrkirche San Giovanni Evangelista

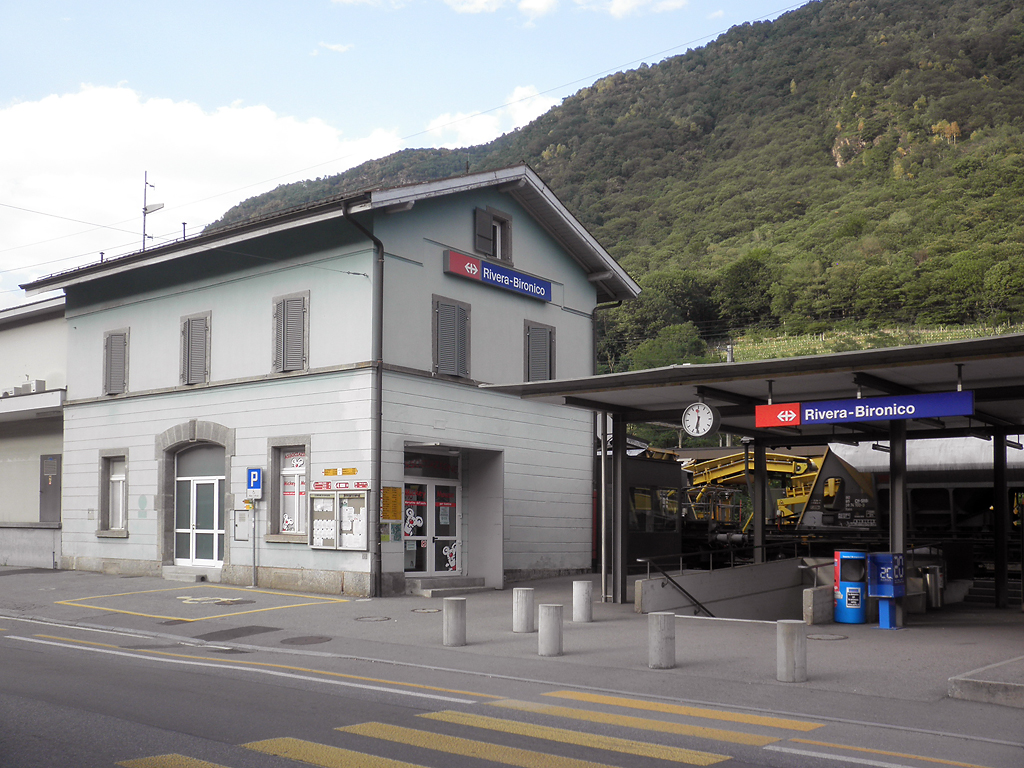
Bahnhof Rivera-Bironico

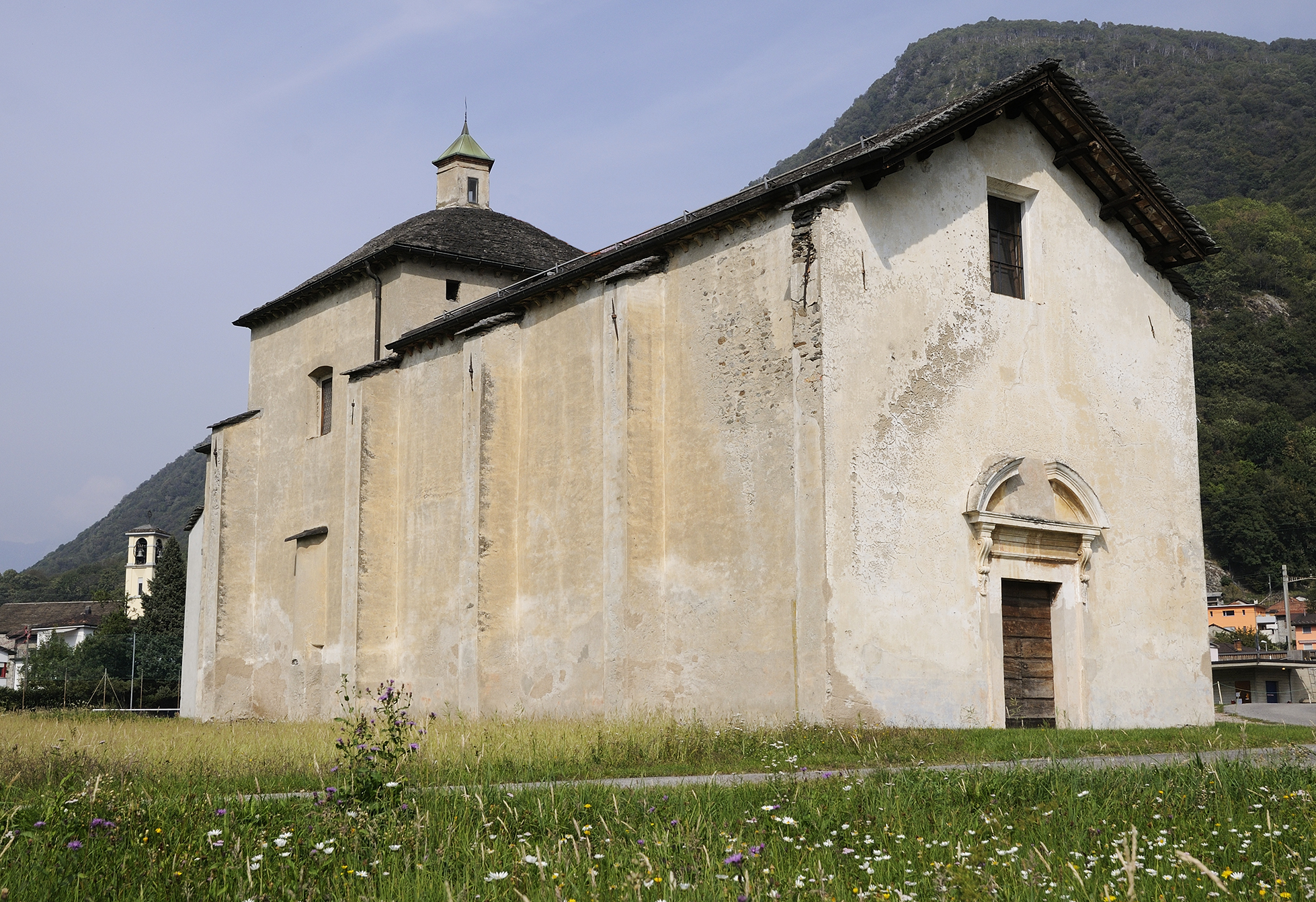
Kirche Santa Maria del Rosario

Bironico (im lombardischen Ortsdialekt Bironich, Büronuch [biˈronik byˈroːnuk]) ist ein Ortsteil der 2010 neu gebildeten Gemeinde Monteceneri im Kreis Taverne, Bezirk Lugano, des Schweizer Kantons Tessin. Zuvor bildete es eine eigene politische Gemeinde.

## Geographie

Werner Friedli (Fotograf), historisches Luftbild (1964)

Das Dorf liegt südlich des Monte Ceneri auf 468 m ü. M. am rechten Ufer des Vedeggio.

## Geschichte
Bironico wurde erstmals 1205 als in castello loci Bironici erwähnt. Der Name bedeutet wahrscheinlich «bei den Leuten des Birro (Birrius)». Der Ort bildete im Hochmittelalter vermutlich das Zentrum des mittleren und oberen Vedeggiotals. Die Region war erst vom Bistum Como und später von der Stadt Como abhängig, bis sich im 13. Jahrhundert die Rusca, eine aus Como stammende Adelsfamilie, in Bironico niederliessen. Die Rusca und der Erzbischof von Mailand besassen dort Zehntrechte. In der ersten Hälfte des 15. Jahrhunderts musste das Dorf dem Herzog von Mailand 19 Soldaten stellen.
Nach der Eroberung durch die Eidgenossen pflegten sich in Bironico die Gesandten der eidgenössischen Orte zu treffen, um die Verwaltung der Landvögte in den ennetbirgischen Vogteien zu kontrollieren. Ein Gasthof bei der Brücke über die Leguana diente vom 16. Jahrhundert an als Treffpunkt der Gesandten.
Am 25. November 2007 wurde die Fusion von fünf der sieben Gemeinden im Vedeggiotal von den Stimmberechtigten gutgeheissen: Bironico, Camignolo, Medeglia, Rivera und Sigirino. Zwei Gemeinden, Isone und Mezzovico-Vira, lehnten die Fusion ab. In der Folge verzichtete der Staatsrat darauf, dem Grossen Rat eine zwangsweise Fusion der beiden ablehnenden Gemeinden zu beantragen. Monteceneri wurde deshalb lediglich aus den fünf zustimmenden Gemeinden gebildet. Bironico ist aber nach wie vor eine eigenständige Bürgergemeinde.

## Bevölkerung

### Bevölkerungsentwicklung
Einwohnerzahlen: Volkszählungsdaten

## Wirtschaft
In früheren Zeiten bildete die alpine Landwirtschaft die wirtschaftliche Grundlage. Heute weist Bironico einen hohen Anteil an Wegpendlern auf, die in das untere Vedeggiotal, nach Lugano und nach Bellinzona pendeln.

## Sehenswürdigkeiten
- Propsteikirche Santi Giovanni Evangelista und Martino mit den Gemälden Heilige Lucia, Sebastian und Rochus und Heiliger Antonius von Padua, Franz von Assisi (?) und Antonius der Grosse des Malers Luigi Reali (1633–1636)[6][7] mit Hauptaltar (1625) von Bartolomeo Tiberino[8]
- Kirche Santa Maria del Rosario[7]
- Casa dei Landfogti oder Casa del Pretorio, an der Aussenmauer die Wappen der Abgeordneten und Landvögte 1643–1770, im Innern ein grosser Saal.
- Casa Manetti[7]
- im Ortsteil Briccola: Oratorium San Pietro[7]
- Schlossruine Santa Sofia; 1205 im Besitz der Rusca, 1418 vergrössert, nach der Eroberung des Tessins durch die Eidgenossen geschleift.[7]
- historische Befestigungen[9]
- Schalenstein beim Castello di Santa Sofia (570 m ü. M.)[10]

## Sport
- Football Club Rapid Bironico[11]

## Persönlichkeiten
- Adelsfamilie Rusca[12][13]
  - Benno oder Bennulo genannt von Como (* um 1310 in Como; † um 1360 in Bironico), erstes bekanntes Mitglied der Familie, das in Bironico, Camignolo und Bellinzona Grundbesitz besass[14]
  - Giovan Giacomo oder Zanolo Rusca (* um 1375 in Bironico; † gegen 1450 ebenda), Enkel von Benno, nach der Schlacht bei Arbedo Unterzeichner des Friedens von 1426, Gesandter Bellinzonas beim Herzog von Mailand, führte 1438 in Bellinzona die Augustinermönche ein und dotierte die Kirche San Giovanni al Dragonato, Wohltäter des Spitals San Giovanni von Bellinzona[15]
  - Lanzaroto (* um 1410 in Bironico; † nach 1467 in Lugano), Rechtsanwalt und Notar, Mitglied des Kleinen Rats von Lugano und caneparo 1440, procuratore 1450, 1454 und 1457, beteiligte sich mit seinem Sohn Antonio 1466–1467 an der Revolution von Lugano gegen die Sanseverino[16]
  - Battista Rusca (* um 1420 in Bironico; † um 1480 ebenda), Rechtsanwalt und Notar, der 1462 caneparo war; 1480 Mitunterzeichner der Urkunde betreffend den Verkauf des Misox an Gian Giacomo Trivulzio[17]

- Künstlerfamilie Lafranchini
  - Paolo Lafranchini (* 1695 in Bironico; † 1776 ebenda), in England und Irland tätiger Stuckateur[18]
  - Filippo Lafranchini (* 1702 in Bironico; † vor 28. Juni 1779 ebenda?), Bruder des Paolo, in England und Irland im Auftrag des Architekten Richard Cassels tätiger Stuckateur.[19]
  - Pietro Natale Lafranchini (* 1705 in Bironico; † 1788 ebenda), Bruder des Paolo und Filippo, in England und Irland tätiger Stuckateur[19]

- Bartolomeo Tiberino (* um 1595 in Arona; † nach 1640 ebenda?), Künstler, Bildhauer und Altarbaumeister, Errichter der Hochaltäre der Pfarrkirchen von Bironico (1624), Medeglia und Borgnone (1640)[20]
- Giovanni Battista Martinetti (* 24. Dezember 1764 in Bironico; † 10. Oktober 1830 in Bologna), Architekt, Ingenieur[21]
- Severino Marcionelli (* 17. Mai 1870 in Bironico; † 1957 ebenda), Unternehmer, Wohltäter, Honorarkonsul in Peru, Gründer der Fondazione Severino Marcionelli[22][23][24]